# اریدیسول

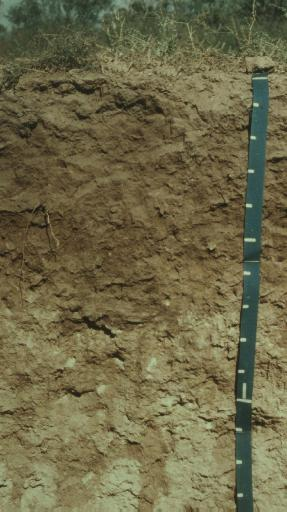
برش عمودی اریدیسول

اریدیسول (Aridisol) از دو واژه لاتین ارید(Arid) به معنای خشک و سول (sol) به معنای خاک گرفته شده است.
اریدیسول ها خاک های متداول مناطق خشک و بیابانی هستند. در این اراضی میزان نزولات آسمانی اعم از باران و.. کمتر از میزان تبخیر و تعرق است. این اراضی عمدتاً دارای پوشش گیاهی ضعیف قرار دارند. در نتیجه میزان مواد ارگانیک (مواد آلی) و همچنین درصد ازت خاک که عمدتاً وابسته به گیاهان است پایین می باشد. مدیریت مواد آلی و آب مهمترین اعمال در اینگونه خاک ها است. 45% اراضی ایران در مرکز، شرق و جنوب از این خاک ها پوشیده شده اند.
این خاک ها طبق تعریف سیستم طبقه بندی خاک آمریکا(Usda soil Taxonomy) عمدتاً در رژیم رطوبتی اریدیک( رژیم رطوبتی مخصوص مناطق خشک) و دارای یک افق سطحی آکریک یا آنتروپیک(لایه های سطحی تحت فعالیت انسان) و افق های زیر سطحی کمبیک، کلسیک(لایه ای از کربنات کلسیم)، جیپسیک(لایه ای حاوی گچ)، پترو کلسیک( لایه ای از آهک سیمانی)، پتروجیپسیک(لایه ای از گچ سخت و سیمانی)، سالیک(لایه ای حاوی نمک ها همچون هالیت ها)و افق آرجیلیک(افق غنی از رس) و ناتریک است.